# 노란 왕자
노란 왕자(우크라이나어: Жовтий князь, 로마자: Zhovtyi kniaz)는 1963년에 발표된 우크라이나 작가 바실 바르카(Vasyl Barka)의 소설이다. 이 소설은 1932~1933년 우크라이나 민족에 대한 홀로도모르 집단학살을 주제로 한다.

## 출판 역사
바르카는 1943년 독일의 난민 수용소에 있을 때부터 자신의 기억과 목격자들의 진술을 기록하기 시작했고, 1950년 뉴욕에서 관련 자료를 분석하기 시작했다. 그는 25년 동안 홀로도모르 집단학살을 시, 희곡, 혹은 소설로 쓸지를 고민했다. 그는 “모든 것이 어수선했지만, 결국 하나의 '작업용 모델'로서 줄거리가 형성되었다. 이 줄거리는 한 가족의 실제 이야기에 기반한 것이다.”라고 밝혔다. 이후 바실 바르카는 『노란 왕자』 600매 분량의 원고를 네 차례에 걸쳐 철저히 수정하고 처음부터 끝까지 다시 썼다.
작품 제목은 성경 요한계시록 6장 8절에 등장하는 누르스름한 말을 탄 기수(누르스름 = 노란색)에 대한 암시이다.

## 구상
이 소설은 1932~1933년에 소련 정부가 조직한 우크라이나인에 대한 집단학살에 대한 바실 바르카의 개인적인 회고에 바탕을 두고 있다.바르카는 당시 그 마을을 직접 방문하지는 않았지만, 굶주림으로 고통받았던 자신의 형제 가족의 기억을 정확히 보존하고 있었다. 이후 그는 25년 동안 홀로도모르에 대한 목격자들의 증언을 정성껏 수집하였고, 이를 통해 광범위한 문학적 일반화를 이끌어냈다.
작가는 홀로도모르 동안 우크라이나 민족이 겪은 재앙을 카트란니크 가족의 개인적 비극을 통해 묘사한다. 이 가족 중 막내 아들 안드리코(Andriyko)만이 살아남는다. 이는 현실에서 흔히 볼 수 있는 상황이다. 가족의 생활 모습은 생생하고 공포스러운 세부 묘사로 가득하다. 그러나 어떤 상황에서도 등장인물들은 농촌 사회의 인간적 도덕성을 지키려 한다. 굶주리고 죽어가는 미론 다닐로비치는 코므소몰 단체로부터 숨긴 교회 성배의 위치를 끝내 밝히지 않는다.
안드리코 또한 굶주림 직전의 낯선 여성에게 마지막 남은 빵을 나누려 한다. 이 이야기는 죽음을 앞둔 상황에서도 나타난 수많은 자선 행위들과 맥을 같이 한다.
소설은 희망의 메시지로 끝난다. 새로운 날이 떠오르며, 대지에 희망이 찾아온다.

1963년 라디오 자유(Radio Liberty)가 홀로도모르 30주년을 기념할 때, 방송에는 바실 바르카가 직접 자신의 소설 『노란 왕자』에 대해 이야기하는 연설이 실렸다:
소설 『노란 왕자』는 1932-1933년 한 가족의 이야기이다. 하얀 집이 검게 변하고 결국 관으로 변한 이야기. 이 가족의 운명은 우크라이나 전체가 굶주림 속에서 살아간 것이 아니라 죽어가던 상황을 배경으로 하고 있다.
이 이야기는 그 시절의 개인적 기억과 수년에 걸쳐 수집된 많은 세부사항을 기반으로 한다. 그 끔찍한 시대의 대표적인 사례들이 소설 속에 반영되어 있다. 이야기에는 세 가지 내용 구성 계획이 있다. 첫 번째는 가족 내에서 벌어진 모든 일상적 비극과 바깥 세계와의 충돌을 완전히 사실적으로 묘사한 것이다. 두 번째는 집단 기아로 인한 정신 생활의 이례적 변화들을 심리적으로 묘사한 것이다. 죽어가는 사람들은 세상 모든 것에 무감각했지만, 대부분 그 마음 가장 깊은 곳에서 인간다움을 유지하고 있었다. 그들은 굶주림을 만들어내고 그 속에서 만족스럽게 살아간 자들보다 더 나은 인간이었다. 세 번째는 형이상학적, 순수 영적 차원이다. 인간성과 하늘에 대립하는 미지의 무형 세계의 끔찍하고 신비로운 세계가 드러나는 것이다. 이곳은 인간 영혼이 적과 싸우는 영적 전쟁의 한 페이지이다.

이 싸움 속에서 전체 민족은 가장 크고 끔찍한 시련을 겪는다.
바르카는 생의 마지막 순간까지도 이 소설의 제2권 집필에 몰두했다. 그가 원고를 컴퓨터로 입력하도록 맡긴 보흐다나 몬착(Bohdanna Monchak)의 회고에 따르면, 바르카는 제2권 원고의 첫 장만을 직접 교정할 수 있었지만, 그 예술적 완성도는 제1권에 뒤지지 않았으며, 심리적·형이상학적 측면은 오히려 더욱 깊이 있게 표현되었다.

바르카는 홀로도모르 주제를 다른 시 작품에서도 다뤘으며, 그곳에서도 성경 이야기와 홀로도모르 역사 간의 연결을 찾아볼 수 있다:
해바라기들이 기도한다: 구름 속의 천둥이 성서를 낭독한다… 포플러가 속삭인다: "이사야여, 네 울부짖음은 얼마나 두려운가!"

해바라기들이 기도한다. 기근 속에서… 어머니가 아기를 죽인다… 포플러가 외친다: "이사야여, 내 낙원이 얼마나 크던가!"

## 주요 인물
미론 다닐로비치 카트란니크 – 다리아의 남편;
다리야 올렉산드리브나 카트란니크 – 미론의 아내;
미콜라 미로노비치 카트란니크 – 다리아와 미론의 첫째 아들;
올레나 미로니브나 카트란니크 – 다리아와 미론의 딸;
안드리 미로노비치 카트란니크 – 다리아와 미론의 막내 아들;
하르티나 흐리호리브나 카트란니크 – 미론의 어머니.

## 출판 역사
소설 제1권은 1963년 출판사 "수차스니스티"에서 출간되었다.

이와 동시에 작가는 소련 내 우크라이나 작가들에게 다음과 같은 서한을 보냈다:
1933년, 우리 모두에게 소중한 수백만 명의 자매와 형제, 우리 살과 피와 뼈의 일부였던 그들은 경멸과 두려움 속에 조직된, 명령받은 기근이라는 거대한 마차에 짓밟혀 죽었다.
그러나 묻고 싶다: 왜 아직도 이 1천만 명의 더럽혀진 영혼들에 대해 언급하는 것이 금지된 것인가?

침묵! 우리는 이해하고 비난하지 않는다. 금지되었기 때문이다.
따라서, 아직 기근 희생자들을 위해 목소리를 높일 수 없다면, 그들에 대해 이야기하기 위해 모든 것을 버렸던 한 작가의 소박한 이야기를 적어도 읽어주길 바란다.
1968년에는 미국 우크라이나 여성 연맹에 의해 뉴욕에서 재출판되었으며, 1981년에는 프랑스 갈리마르(Gallimard) 출판사에서 『Le Prince jaune』(노란 왕자)라는 제목으로 출간되었다. 이 불어판은 옥사나 야보르스카(Olha Yavorska )가 번역하고, 프랑스 작가 페트로 라비치(Petro Ravych )가 서문을 작성했다.
독일어판 『Der Gelbe Fürst』도 출판되었고, 우크라이나에서는 1991년 드니프로 출판사에서 아카데미 회원 미콜라 줄린스키미콜라 줄린스키(Mykola Zhulynskyi )의 서문과 함께 출간되었다.
1991년 우크라이나가 소련에서 독립한 이후, 바르카의 작품은 중등학교 우크라이나 문학 교과과정에 포함되었다. 하지만 빅토르 야누코비치가 대통령에 취임한 이후, 교육부는 이 작품을 1932~1933년 우크라이나인에 대한 집단학살을 다루지 않는 다른 작품으로 대체하고자 하였다. 교육부 장관 드미트로 타바치니크는 이 작품의 문학적 수준이 낮다고 주장하였다.
이 소설을 바탕으로 올레스 얀추크올레스 얀추크(Oles Yanchuk )는 도브젠코 영화사에서 영화 《기근 33》(Famine-33)을 제작하였다. 1991년 12월, 국민투표 직전 이 영화는 우크라이나의 모든 방송 채널에서 밤새 상영되었고, 그와 동시에 고르바초프의 “독립할 경우 피, 불, 파괴가 올 것이다”는 협박 연설도 방영되었다.이는 우크라이나 국민들이 독립에 투표하는 데 결정적인 영향을 미쳤다고 평가된다.

## 평가
갈리마르 출판 이후 프랑스 언론의 평:
- Art presse: “좋은 책이다. 끔찍한 책이다... 반드시 읽어야 할 위대한 비극 작품”;
- Le républikain Lorran: “700만 명의 우크라이나인이 박해와 기근으로 죽었다... 이 책은 냉정한 사람의 마음도 움직이게 한다.”
- La nouvelle revue française: “조직된 우크라이나인들은 이 언어 창조의 거장을 노벨문학상 후보로 추천해야 한다.”[18]

미국에서는 농무부 장관이 이 작품을 “소련 농업 정책사를 연구하는 데 핵심 자료 중 하나”라고 평가하였다.

## 번역
이 소설은 프랑스어(1981), 러시아어(1991년 잡지판, 2001년 단행본), 독일어(2009), 이탈리아어(2017), 마케도니아어(2023)로 번역되었다.

## 참고문헌
1. ↑  Микола Жулинський ,«Із розмови Миколи Жулинського з Василем Баркою. 3 липня 1989 року», Літературна Україна, 20 серпня 1998 р.
2. ↑  Ukrainian: Об'явлення 6:8 "І я глянув, і ось кінь чалий. А той, хто на ньому сидів, на ім'я йому Смерть, за ним же слідом ішов Ад. І дана їм влада була на четвертій частині землі забивати мечем, і голодом, і мором, і земними звірми." (в перекладі Івана Огієнка), lit. 'Revelation 6:8 "And I looked, and behold, a pale horse, and his name that sat on him was Death, and Hell followed with him. And power was given unto them over a fourth part of the earth to kill with sword, and with hunger, and with death, and with the beasts of the earth" (21st Century King James Version)'
3. ↑  “90-ті роковини Голодомору: 5 книжок про геноцид українців” (우크라이나어). 2023년 11월 25일. 2025년 5월 12일에 확인함.
4. ↑  Ukrainian: Андрійко, romanized: Andriiko
5. ↑  Микола Вірний , «Жовтий князь тоді і тепер», цит. праця, ст.63 —64.
6. ↑  Микола Вірний , «Жовтий князь тоді і тепер», цит. праця, ст.63 —64.
7. ↑  Ukrainian: Сучасність, romanized: Suchasnist', lit. 'Modernity'
8. 1 2  Василь Барка - автор першого твору про Голодомор: історія життя, архівні записи інтерв'ю
9. ↑  Микола Вірний , «Василь Барка — поет з відчуттям небесних сил», цит. праця, с. 43—44.
10. ↑  “Le Prince jaune - Du monde entier - GALLIMARD - Site Gallimard”. 2014년 10월 25일. 2014년 10월 25일에 원본 문서에서 보존된 문서. 2025년 5월 12일에 확인함.
11. ↑  Микола Вірний , «Василь Барка — поет з відчуттям небесних сил», цит. праця, ст.46.
12. ↑  “У Львові студенти пожертвували по 5 копійок Табачнику на книжку - ZAXID.NET”. 2018년 11월 4일. 2018년 11월 4일에 원본 문서에서 보존된 문서. 2025년 5월 12일에 확인함.
13. ↑  “Забужко звинувачує Табачника в інтелектуальній крадіжці національного масштабу”. 2018년 11월 4일. 2018년 11월 4일에 원본 문서에서 보존된 문서. 2025년 5월 12일에 확인함.
14. ↑  “Табачник вилучив твори про Голодомор із зовнішнього тестування - Політика - TCH.ua”. 2018년 11월 5일. 2018년 11월 5일에 원본 문서에서 보존된 문서. 2025년 5월 12일에 확인함.
15. ↑  Ukrainian: Голод-33, romanized: Holod-33
16. ↑  “4 фільми про Голодомор, які показують правду” (우크라이나어). 2023년 11월 25일. 2025년 5월 12일에 확인함.
17. ↑  “Не знали, виживали, мовчали” (우크라이나어). 2022년 11월 26일. 2025년 5월 12일에 확인함.
18. ↑  Леонід Полтава , «Жовтий князь» з Свободи, 19 грудня 1967 р. Микола Вірний , цит. праця, ст. 47 —48.
19. ↑  «Barka's The Yllow Prince reveals horrors of famine», 2019년 6월 14일
20. ↑  “У Північній Македонії пам’ять жертв Голодомору вшанували низкою заходів” (우크라이나어). 2023년 11월 26일. 2025년 5월 12일에 확인함.